# Richard Girnt Butler
Richard Girnt Butler (23 de fevereiro de 1918 - 8 de setembro de 2004) foi um engenheiro aeronáutico e ativista de extrema-direita estadunidense. Ele foi o fundador da organização neonazista Aryan Nations e da Igreja Cristã de Jesus Cristo (sem vínculos com A Igreja de Jesus Cristo dos Santos dos Últimos Dias), ligado à entidade fundamentalista Identidade Cristã. Seguidor de Hitler, é considerado um dos principais militantes de extrema-direita dos Estados Unidos.

## Biografia
Butler nasceu em Denver. Filho de pai britânico e mãe alemã, se mudou para Los Angeles, onde concluiu o ensino médio e se formou em engenharia aeronáutica pela Los Angeles City College. Também foi membro da igreja presbiteriana e se casou com Betty Litch, sua única esposa por 54 anos. Também se alistou na força aérea dos Estados Unidos logo após o ataque a Pearl Harbor e serviu durante a Segunda Guerra Mundial. Butler organizou uma linha de produção para a montagem de peças de automóveis e motores para aviões militares e comerciais. Entre 1964 e 1973, ele foi analista de marketing para inovações tecnológicas e mais tarde foi engenheiro sênior de produção da Lockheed Martin em Palmdale, Califórnia.

## Aryan Nations
Em 1973, Butler se mudou para o estado do Idaho e fundou as Nações Arianas, uma organização de extrema direita e de ideologia neonazista que tem como objetivo, fundar um país exclusivo para a raça ariana no noroeste dos Estados Unidos. A sede da organização está localizada em uma pequena fazenda na vila de Hayden Lake, próximo a cidade turística de Coeur d'Alene. O local é o ponto de encontro de militantes neonazistas de  várias partes do mundo. Durante anos, ele sofreu processos movidos por entidades de defesa dos direitos humanos. Em 2000, ele foi julgado e condenado a pagar uma indenização a família de uma descendente de uma tribo indígena e seu filho que foram atacados na frente da sede da organização.